# زو ژوان
زو ژوان (انگلیسی: Zuo zhuan) یکی از آثار مهم تاریخی ادبی چین است. این کتاب تاریخی چینی، شامل ۳۰ فصل در بیان روایت‌هایی از تاریخ سال‌های ۷۷۰ تا ۴۷۶ قبل از میلاد بوده و عمدتاً بر مسائل سیاسی، دیپلماتیک و نظامی این‌دوران از تاریخ کشور چین تمرکز دارد. به باور بسیاری از متخصصین امور تاریخ چین، از ویژگی‌های این اثر می‌توان به سبک واقع گرایانه آن در توصیف وقایعی تاریخی چون نبردها، ترورهای سلطنتی، فریب و دسیسه‌های درباریان، افراط و تفریط حاکمان، ظلم و ستم سردمداران چینی به مردم و مباحثی چون ظهور ارواح و نشانه‌های کیهانی اشاره کرد. نویسنده این کتاب چیو مینگ است که بر مبنای برخی منابع تاریخی از شاگردان کنفوسیوس بوده است.

## برای مطالعهٔ بیشتر
- Yang Bojun (1990). Chunqiu Zuozhuan zhu 春秋左传注 [Annotated Chunqiu Zuozhuan]. Beijing: Zhonghua Shuju. ISBN 7-101-00262-5.